# 엘리자베스 로즈
엘리자베스 로즈(Elizabeth Rose)는 오스트레일리아의 DJ, 싱어송라이터, 음악 프로듀서이다. 2012년 1월, 데뷔 싱글 "Ready"를 발매했고, 싱글은 호평을 받았다.